# 嘆きの歌
『嘆きの歌』（なげきのうた、ドイツ語：Das klagende Lied ）は、グスタフ・マーラー初期のカンタータ。1878年から1880年にかけて初稿が書かれ、1888年から1893年まで最初の改訂（第2稿）が、1898年から翌1899年まで2度目の改訂（最終稿）が施された。マーラー自身が作詞も全て手懸けており、原型のまま現存する最初期の作品の1つである（なお、イ短調のピアノ四重奏曲断章は1876年の作品である）。

## 作曲史
マーラーは、ウィーン音楽院の最終年次の前半において、『嘆きの歌』の台本を（おそらくはルートヴィヒ・ベヒシュタインの同名のお伽噺やグリム兄弟の『歌う骨』をもとに）書き始め、その草稿は、1878年3月18日の日付が記されている。作曲は1879年秋に着手され、1880年11月1日に脱稿した。楽曲は大規模に構想されており、初稿では大人数のオーケストラと、70分ほどの演奏時間が必要である。
初稿においては、次のように3部作であった。
1. 森の伝説 Waldmärchen
2. 流離いの楽師 Der Spielmann
3. 婚礼の音楽 Hochzeitsstück

この初稿は、ウィーン楽友協会による作曲コンクール「ベートーヴェン賞」の応募作として作曲・提出されたが、ワーグナーの先を行くような斬新で意欲的な表現により、ブラームスに代表される保守的な審査員に何らアピールしなかった。これを機に、マーラーは数度にわたって初稿に大幅に手を入れる。
第2稿で目につくのは、オーケストラや声楽パートの調節と改編である（ハープを6台から2台に、独唱者数を11人から4人に削減）。2人の少年独唱（ボーイソプラノ、ボーイアルト）も取り除かれた。初稿では重要な役割を担っていた舞台袖のオーケストラも、第2部および第3部からすっかり削られている。第1部では、このようなこと細かな苦心の改訂にもかかわらず、マーラーは1893年の秋に、それをそっくり割愛することにしてしまう。演奏時間は約40分になった。
初稿の第1部が省略されて2部作となった『嘆きの歌』は、1898年9月から12月にかけて、さらに手を加えられた。この頃に、以前に取り除かれた舞台袖のバンダが復原されている。1898年の改訂は、事実あまりにも徹底したものだったため、マーラーは新たに自筆譜を作り直さなければならないほどだった。

## 編成

### 初稿3部構成
| 木管   | 木管               | 金管                                                                 | 金管                                                                 | 打                                                                   | 打                                                                   | 弦                                                                   | 弦                                                                   |
| ------ | ------------------ | -------------------------------------------------------------------- | -------------------------------------------------------------------- | -------------------------------------------------------------------- | -------------------------------------------------------------------- | -------------------------------------------------------------------- | -------------------------------------------------------------------- |
| Fl.    | 3 (Pic2に持ち替え) | Hr.                                                                  | 4 (ナチュラルホルンに持ち替え)                                       | Timp.                                                                | ●                                                                    | Vn.1                                                                 | ●                                                                    |
| Ob.    | 2, Ehr1            | Trp.                                                                 | 4, (コルネット2に持ち替え)                                           | 他                                                                   | トライアングル, Cym, Tam-t, B.D.                                     | Vn.2                                                                 | ●                                                                    |
| Cl.    | 2, B.Cl1           | Trb.                                                                 | 3                                                                    | 他                                                                   | トライアングル, Cym, Tam-t, B.D.                                     | Va.                                                                  | ●                                                                    |
| Fg.    | 3                  | Tub.                                                                 | 2                                                                    | 他                                                                   | トライアングル, Cym, Tam-t, B.D.                                     | Vc.                                                                  | ●                                                                    |
| 他     |                    | 他                                                                   |                                                                      | 他                                                                   | トライアングル, Cym, Tam-t, B.D.                                     | Cb.                                                                  | ●                                                                    |
| その他 | その他             | Hp6, 独唱(Sop, Alt, Ten, Bar, ボーイソプラノ, ボーイアルト, 混声合唱 | Hp6, 独唱(Sop, Alt, Ten, Bar, ボーイソプラノ, ボーイアルト, 混声合唱 | Hp6, 独唱(Sop, Alt, Ten, Bar, ボーイソプラノ, ボーイアルト, 混声合唱 | Hp6, 独唱(Sop, Alt, Ten, Bar, ボーイソプラノ, ボーイアルト, 混声合唱 | Hp6, 独唱(Sop, Alt, Ten, Bar, ボーイソプラノ, ボーイアルト, 混声合唱 | Hp6, 独唱(Sop, Alt, Ten, Bar, ボーイソプラノ, ボーイアルト, 混声合唱 |

※マーラーのオーケストラ曲において、ほぼ必ずと言ってもいいほど使われるコントラファゴットが編成にない。加えてチューバが2本使用されているが、通常では使われないペダルトーン領域の超低音（下二点「ろ」）が数か所見られるなど、低音楽器の編成や書法に特徴がある。

第1部と第3部にバンダとして以下の編成が加わる。
| 木管 | 木管    | 金管 | 金管                                        | 打    | 打                  | 弦   | 弦 |
| ---- | ------- | ---- | ------------------------------------------- | ----- | ------------------- | ---- | -- |
| Fl.  | 2, Pic1 | Hr.  |                                             | Timp. | ●                   | Vn.1 |    |
| Ob.  |         | Trp. | フリューゲルホルン4 (コルネット3に持ち替え) | 他    | トライアングル, Cym | Vn.2 |    |
| Cl.  | B2, Es2 | Trb. |                                             | 他    | トライアングル, Cym | Va.  |    |
| Fg.  | 3       | 他   |                                             | 他    | トライアングル, Cym | Vc.  |    |
| 他   |         | 他   | Cb.                                         | 他    | トライアングル, Cym |      |    |

### 最終稿第2部・第3部
| 木管   | 木管                  | 金管                                                  | 金管                                                  | 打                                                    | 打                                                    | 弦                                                    | 弦                                                    |
| ------ | --------------------- | ----------------------------------------------------- | ----------------------------------------------------- | ----------------------------------------------------- | ----------------------------------------------------- | ----------------------------------------------------- | ----------------------------------------------------- |
| Fl.    | 3 (Picに持ち替え)     | Hr.                                                   | 4                                                     | Timp.                                                 | ●                                                     | Vn.1                                                  | ●                                                     |
| Ob.    | 3 (Ehrに持ち替え)     | Trp.                                                  | 4                                                     | 他                                                    | トライアングル, Cym, Tam-t, B.D.                      | Vn.2                                                  | ●                                                     |
| Cl.    | 2, B.Cl1              | Trb.                                                  | 3                                                     | 他                                                    | トライアングル, Cym, Tam-t, B.D.                      | Va.                                                   | ●                                                     |
| Fg.    | 2, コントラファゴット | Tub.                                                  | 1                                                     | 他                                                    | トライアングル, Cym, Tam-t, B.D.                      | Vc.                                                   | ●                                                     |
| 他     |                       | 他                                                    |                                                       | 他                                                    | トライアングル, Cym, Tam-t, B.D.                      | Cb.                                                   | ●                                                     |
| その他 | その他                | Hp2, 独唱(Sop, Alt, Ten, ボーイアルト(任意), 混声合唱 | Hp2, 独唱(Sop, Alt, Ten, ボーイアルト(任意), 混声合唱 | Hp2, 独唱(Sop, Alt, Ten, ボーイアルト(任意), 混声合唱 | Hp2, 独唱(Sop, Alt, Ten, ボーイアルト(任意), 混声合唱 | Hp2, 独唱(Sop, Alt, Ten, ボーイアルト(任意), 混声合唱 | Hp2, 独唱(Sop, Alt, Ten, ボーイアルト(任意), 混声合唱 |

第3部にバンダとして以下の編成が加わる。
| 木管 | 木管    | 金管 | 金管 | 打    | 打                  | 弦   | 弦 |
| ---- | ------- | ---- | ---- | ----- | ------------------- | ---- | -- |
| Fl.  | 2, Pic1 | Hr.  | 4    | Timp. | ●                   | Vn.1 |    |
| Ob.  | 2       | Trp. | 2    | 他    | トライアングル, Cym | Vn.2 |    |
| Cl.  | 4       | Trb. |      | 他    | トライアングル, Cym | Va.  |    |
| Fg.  | 3       | 他   |      | 他    | トライアングル, Cym | Vc.  |    |
| 他   |         | 他   | Cb.  | 他    | トライアングル, Cym |      |    |

## 演奏時間
初稿：約70分
最終稿：約40分

## 受容史
『嘆きの歌』の初演は、1901年2月17日にウィーンにてマーラー本人指揮のウィーン・フィルハーモニー管弦楽団によって行われたが、演奏が不出来だったらしく、そのため評価は今一つであったと伝えられる。初演は最終稿によっており、この最終稿は初演より前の1899年にヴィーンのヴァインベルガー社より出版された。マーラーはこの青年の熱情を込めて作曲したカンタータを作品番号1とした。破棄された第1部は1934年にチェコスロバキアのブルノで初演され、出版は1973年になってからであった。初稿はマーラーの遺族が保存していたが、1969年になってアメリカのエール大学の図書館に譲渡された。時あたかもレナード・バーンスタインがマーラーの全交響曲演奏に取り組み、バリトンのディートリヒ・フィッシャー＝ディースカウの歌曲演奏で、マーラーの作品が注目されていた時期であった。このマーラー・ブームのなかで、マーラーの音楽の原点ともいうべき処女作品への関心が高まり、当初は2部構成の最終稿に初稿の第1部を置いた3部作の構成で演奏されるようになった。第2部、第3部含めた初稿全体は1997年に出版され、同年10月に録音されたケント・ナガノ指揮ハレ管弦楽団のCDが「初稿版・世界初録音」と銘打って発売された。こうして初稿の演奏が、最終稿にとって代わる状況となっていたものの、2011年のザルツブルク音楽祭開会演奏会でピエール・ブーレーズ指揮ウィーン・フィルハーモニー管弦楽団によって演奏された際は1898/99年の最終稿であった。初稿全3部の日本初演は、1998年5月に東京交響楽団によって行われた。

## 脚註
1. 1 2  「マーラーのすべて」音楽の友・別冊、音楽之友社、1987年、214頁。
2. ↑  ベルナルト・ハイティンク指揮アムステルダム・コンセルトヘボウ管弦楽団のCD(Philips 420 113-2)のカール・シューマンによる解説。
3. ↑  過去の演奏記録 - ザルツブルク音楽祭公式サイトから